# Versatile
Versatile es el trigésimo octavo álbum de estudio del músico norirlandés Van Morrison, publicado por la compañía discográfica Caroline Records el 1 de diciembre de 2017. El álbum, publicado apenas tres meses después de su anterior trabajo, Roll with the Punches, incluye canciones clásicas del jazz de compositores como George Gershwin y Cole Porter, así como nuevas composiciones del propio Morrison. Sobre el álbum, Morrison comentó: "Grabar canciones como estas –especialmente los estándares– me dio la oportunidad de estirar mi voz y volver a la música que originalmente me inspiró a cantar: el jazz". El lanzamiento de Versatile fue precedido por la publicación de dos adelantos, "I Get a Kick Out of You" y "Makin' Whoopee", a través de servidores streaming.

## Lista de canciones
| N.º | Título                              | Escritor(es)                           | Duración |  |
| 1.  | «Broken Record»                     | Van Morrison                           |          |  |
| 2.  | «A Foggy Day»                       | George Gershwin, Ira Gershwin          |          |  |
| 3.  | «Let's Get Lost»                    | Frank Loesser, Jimmy McHugh            |          |  |
| 4.  | «Bye Bye Blackbird»                 | Ray Henderson, Mort Dixon              |          |  |
| 5.  | «Sky Boat Song»                     | Tradicional, arr. Van Morrison         |          |  |
| 6.  | «Take It Easy Baby»                 | Van Morrison                           |          |  |
| 7.  | «Makin' Whoopee»                    | Walter Donaldson, Gus Kahn             |          |  |
| 8.  | «I Get a Kick Out of You»           | Cole Porter                            |          |  |
| 9.  | «I Forgot That Love Existed»        | Van Morrison                           |          |  |
| 10. | «Unchained Melody»                  | Alex North, Hy Zaret                   |          |  |
| 11. | «Start All Over Again»              | Van Morrison                           |          |  |
| 12. | «Only a Drem»                       | Van Morrison                           |          |  |
| 13. | «Affirmation» (con James Galway)    | Van Morrison                           |          |  |
| 14. | «The Party's Over»                  | Betty Comden, Adolph Green, Jule Styne |          |  |
| 15. | «I Left My Heart in San Francisco»  | George Cory, Douglas Cross             |          |  |
| 16. | «They Can't Take That Away From Me» | George Gershwin, Ira Gershwin          |          |  |